# Une aventure de Marie-Antoinette
Ne doit pas être confondu avec Une aventure secrète de Marie-Antoinette.
Pour plus de détails, voir Fiche technique et Distribution.
Une aventure de Marie-Antoinette est un film muet français réalisé par Georges Denola, sorti en 1908.

## Fiche technique
- Titre : Une aventure de Marie-Antoinette
- Réalisation : Georges Denola
- Scénario :
- Photographie :
- Montage :
- Société de production : Pathé frères
- Société de distribution : Pathé frères
- Pays de production :  France
- Langue : intertitres en français
- Métrage :
- Format : Noir et blanc — 35 mm — 1,33:1 — Muet
- Genre : Film dramatique,  Film biographique,  Film historique
- Durée :
- Dates de sortie : 
  - France : 1908
  - Danemark : 11 mars 1908